# تپه سوفان علیا الف
تپه سوفان علیا الف مربوط به دوران‌های تاریخی پس از اسلام است و در شهرستان شوشتر، روستای سوفان علیا واقع شده و این اثر در تاریخ ۵ آذر ۱۳۸۰ با شمارهٔ ثبت ۴۳۱۸ به‌عنوان یکی از آثار ملی ایران به ثبت رسیده است.